# Six mélodies sur les paroles de Tristan L'Hermite
Pour les articles homonymes, voir mélodie (homonymie).
Six mélodies sur les paroles de Tristan L'Hermite est un ensemble de mélodies du compositeur d'origine russe naturalisé américain Vernon Duke, sur des poèmes de Tristan l'Hermite mis en musique de 1951 à 1953.
Publiées aux éditions Kay Duke Music en 2002, les mélodies ont été créées en 1953.

## Présentation
Les mélodies, composées de 1951 à 1953, reprennent des poèmes extraits de recueils de Tristan l'Hermite, dont Les Amours publié en 1638 : les titres La belle en deuil, Le soupir ambigu et l'Épitaphe d'un petit chien font directement référence à ceux du recueil de Tristan.
1. « L'amour »
2. « Sur Lui-même » (ou « À propos de moi »)
3. « Le Testament »
4. « Le soupir ambigu »
5. « Épitaphe d'un petit chien »
6. « La Belle en deuil » (ou « La belle crépusculaire »)

## Création
Publiées aux éditions Kay Duke Music en 2002, les mélodies ont été créées en 1953.